# Юлтински район
Юлтински район (на руски: Иультинский район; на чукчи: Ивылтин район) е административна единица в Чукотския автономен окръг, Русия. В границите му е образуван Градски окръг Егвекинот. Административен център е селището от градски тип Егвекинот. Площта на района възлиза на 134 600 km², а населението е 5122 души през 2015 г.

## Населени места
| Населено място   | Население |
| ---------------- | --------- |
| сгт Егвекинот    | 3034      |
| сгт Мис Шмида    | 166       |
| село Амугуема    | 435       |
| село Ванкарем    | 169       |
| село Конергино   | 350       |
| село Нутепелмен  | 161       |
| село Риркайпи    | 601       |
| село Уелкал      | 208       |
| Бивши селища     |           |
| сгт Ленинградски | 0         |
| село Полярни     | 0         |
| село Ушаковское  | 0         |

## Население
| 2002 | 2009 | 2010 | 2011 | 2012 | 2013 | 2014 | 2015 |
| ---- | ---- | ---- | ---- | ---- | ---- | ---- | ---- |
| 3974 | 3873 | 5587 | 5550 | 5352 | 5141 | 5197 | 5122 |

## Икономика
Голяма част от икономиката на района е съсредоточена около селището от градски тип Егвекинот. Селището разполага с ВЕЦ и е основно пристанище и летище в района. В останалите селища най-развитите отрасли са рудодобивът (в това число и злато) и селското стопанство.